# Серьзево
Серьзево — населённый пункт, входящий в состав Ковалинского сельского поселения Кораблинского района Рязанской области.
Находится в 13 километрах юго-западнее города Кораблино. Не имеет асфальтированых подъездов к селу.

## История
В платежных книгах Пехлецкого стана 1594–1597 годов упоминается село Серезово. 
Церковь «Нерукотворного Спасова образа в селе Серезове» упоминается в окладных книгах 1676 года, где при ней показано церковной пашни 20 четвертей в поле, сенных покосов на 30 копен. В приходе к ней, состоящем их села и деревни Желтухиной, было 5 дворов помещиковых, 45 дворов крестьянских, 5 дворов  бобыльских, всего 56 дворов. В 1734 году в селе построена была каменная церковь в честь иконы Божией Матери Тихвинской одним из владельцев того села капитаном Дмитрием  Космичем  Шетневым. Одновременно с церковью устроены были колокольня и ограда.

## Население
| 1859 | 1906 | 2010 |
| ---- | ---- | ---- |
| 525  | ↘241 | ↘11  |

## Достопримечательности
В селе располагается недействующая Церковь Спаса Нерукотворного Образа (1734).